# Winifredia
Winifredia  es un género monotípico de plantas herbáceas perteneciente a la familia Restionaceae. Su única especie: Winifredia sola L.A.S.Johnson & B.G.Briggs, Telopea 2: 738 (1986), es originaria de Tasmania en  Australia.